# Zurab Datunashvili
Zurab Datunashvili (en georgiano: ზურაბ დათუნაშვილი; Tiflis, 18 de junio de 1991) es un deportista georgiano que compite en lucha grecorromana (desde el año 2020 compite bajo la bandera de Serbia).
Participó en tres Juegos Olímpicos de Verano, entre los años Londres 2012 y 2020, obteniendo una medalla de bronce en Tokio 2020, en la categoría de 87 kg; y el séptimo lugar en Londres 2012.
Ganó dos medallas de oro en el Campeonato Mundial de Lucha, en los años 2021 y 2022, y cuatro medallas en el Campeonato Europeo de Lucha entre los años 2013 y 2021.

## Palmarés internacional
| Representando a Georgia |                    |                   |           |
| Campeonato Europeo      |                    |                   |           |
| Año                     | Lugar              | Medalla           | Categoría |
| 2013                    | Tiflis (Georgia)   | Medalla de plata  | 74 kg     |
| 2016                    | Riga (Letonia)     | Medalla de oro    | 75 kg     |
| 2017                    | Novi Sad (Serbia)  | Medalla de oro    | 80 kg     |
| Representando a Serbia  |                    |                   |           |
| Juegos Olímpicos        |                    |                   |           |
| Año                     | Lugar              | Medalla           | Categoría |
| 2020                    | Tokio (Japón)      | Medalla de bronce | 87 kg     |
| Campeonato Mundial      |                    |                   |           |
| Año                     | Lugar              | Medalla           | Categoría |
| 2021                    | Oslo (Noruega)     | Medalla de oro    | 87 kg     |
| 2022                    | Belgrado (Serbia)  | Medalla de oro    | 87 kg     |
| Campeonato Europeo      |                    |                   |           |
| Año                     | Lugar              | Medalla           | Categoría |
| 2021                    | Varsovia (Polonia) | Medalla de oro    | 87 kg     |